# Schloss Sandemar

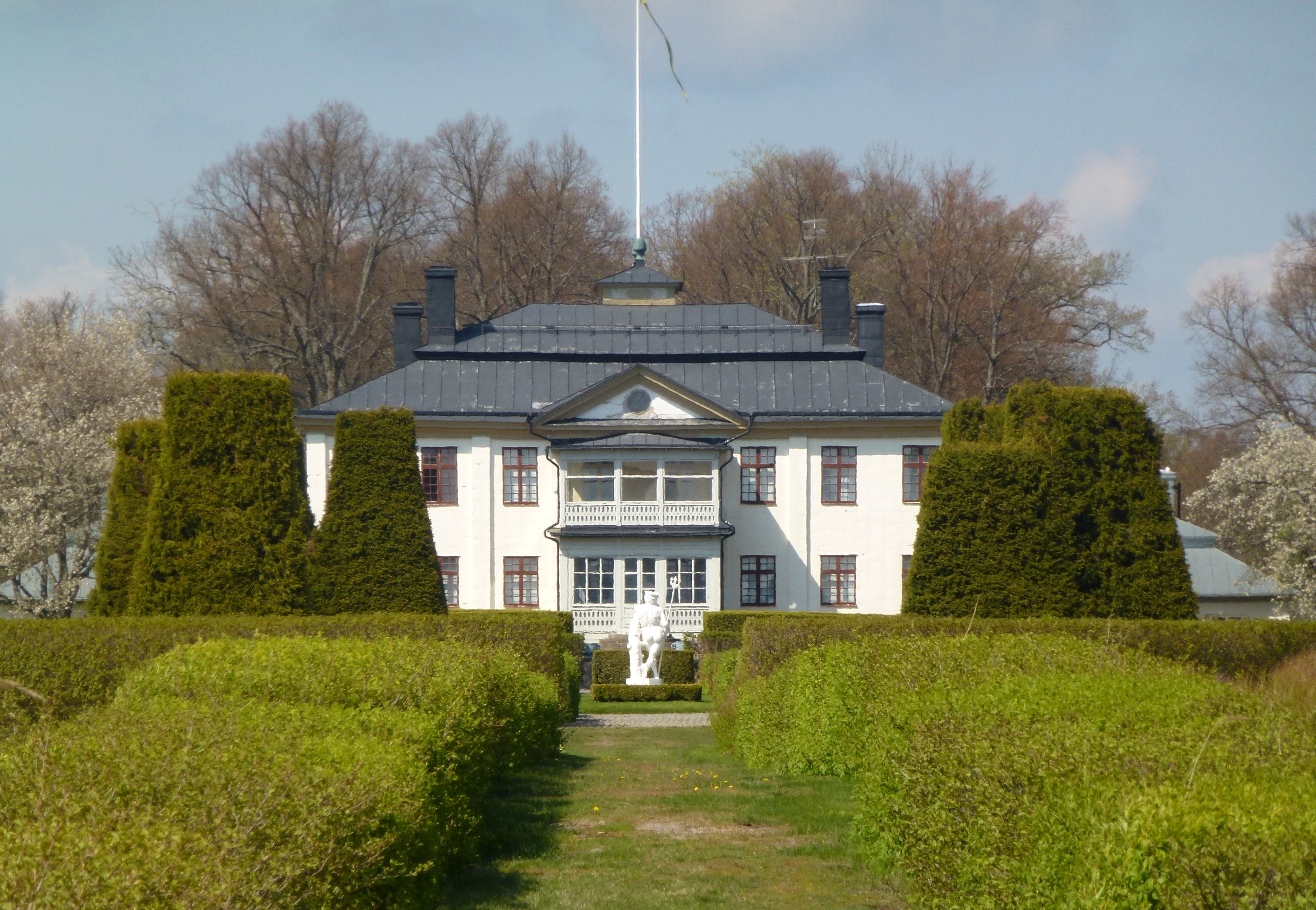
Schloss Sandemar im Mai 2012

Schloss Sandemar liegt an der Ostseeküste in der schwedischen Gemeinde Haninge in der historischen Provinz Södermanland.

## Das Bauwerk
Das ursprüngliche Hauptgebäude ist aus mit Ziegelplatten verkleidetem Holz errichtet, wobei die Seeseite zusätzlich eine Blechverkleidung besitzt zum Schutz gegen die Meereswinde. Der jetzige Herrenhof stammt aus der Zeit um 1690 und hat seine alte Charakteristik bewahrt, da er während des russischen Angriffs auf Södermanland im Jahre 1719 verschont wurde. Im Innern befinden sich reich geschmückte Tapeten sowie Gobelins und der Garten ist im französischen Stil gehalten mit korrekt geschnittenen Hecken und pyramidenförmigen Tannen. Später wurde ein englischer Park angefügt mit Gewächshaus, Nutzpflanzen und Obstbäumen. Der Architekt ist nicht bekannt, aber das Bauwerk erinnert an den Stil von Nicodemus Tessin der Ältere.

## Geschichte
Während der Kalmarer Union gehörte Gut Sandemar dem Deutschen Orden von Livland. Später ging es in den Besitz des Reichsrates Erik Axelsson Tott über, der 1467 wahrscheinlich alle Ländereien des Ordens im heutigen Schweden kaufte. Die Besitzverhältnisse im 16. Jahrhundert sind nicht bekannt und im darauffolgenden Jahrhundert gehörte das Schloss abwechselnd den Adelsgeschlechtern Oxenstierna, Bonde und Falkenberg. Es wird angenommen, dass der königliche Rat Gabriel Falkenberg, der 1693 Graf Falkenberg auf Sandemar wurde, das Gebäude in den 1690er Jahren errichten ließ. 1738 kaufte der Landrichter Carl Wattrang das Schloss, der es zum Familienfideikommiss erklären ließ. Mit der Aufhebung dieses Status 1964 war der Weg für einen weiteren Verkauf frei, und so ging das Gut 2006 an eine Privatperson über.

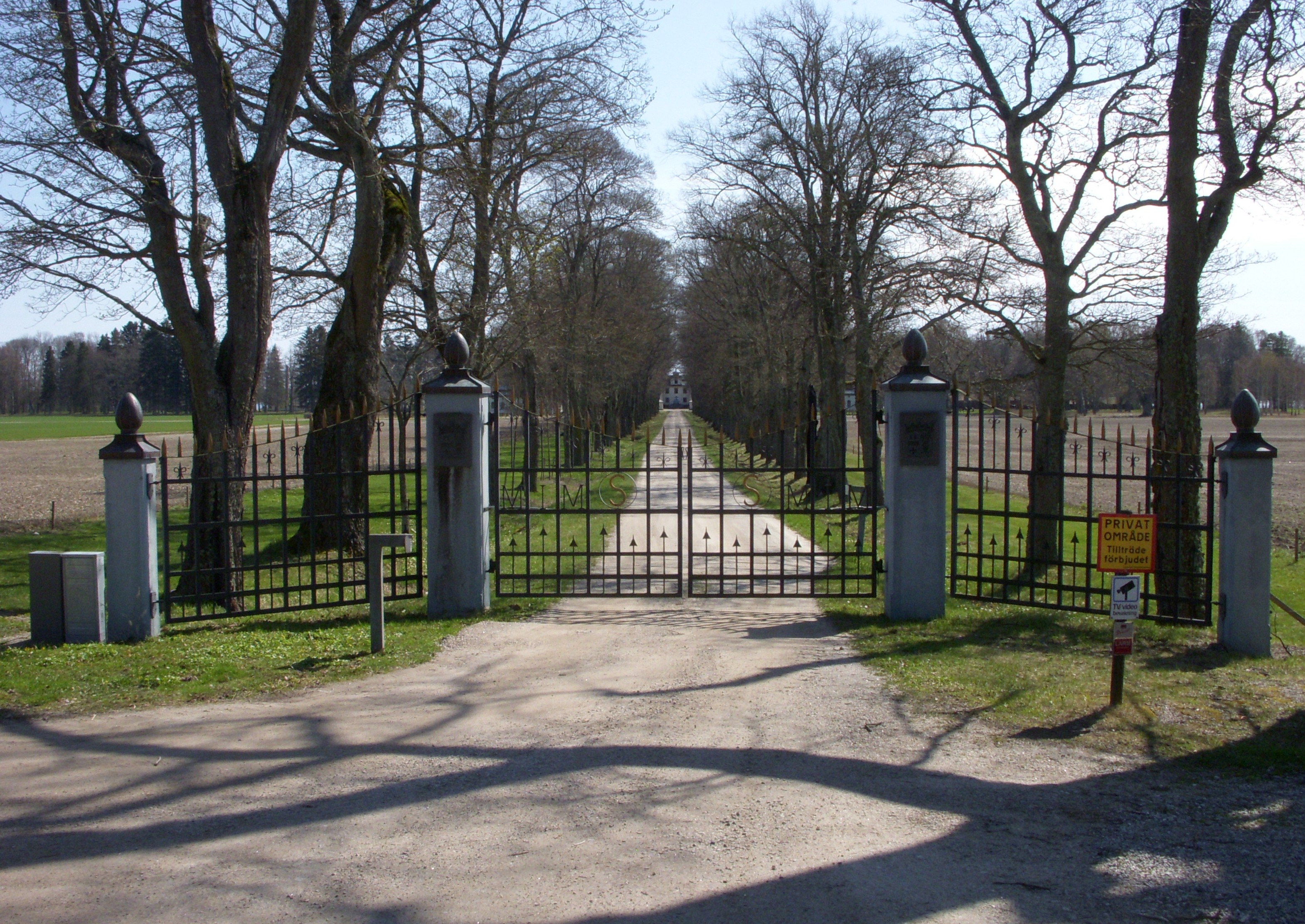
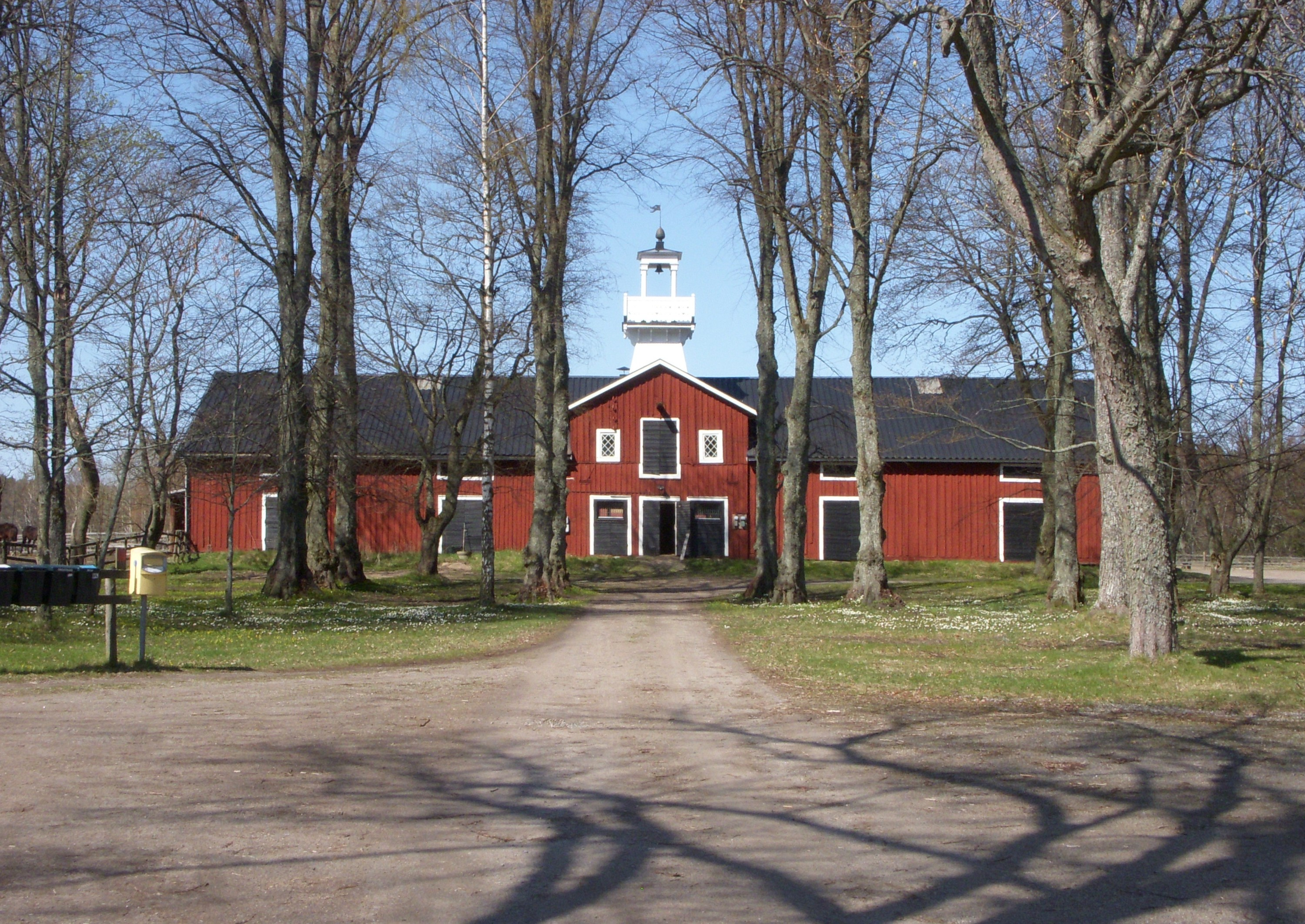
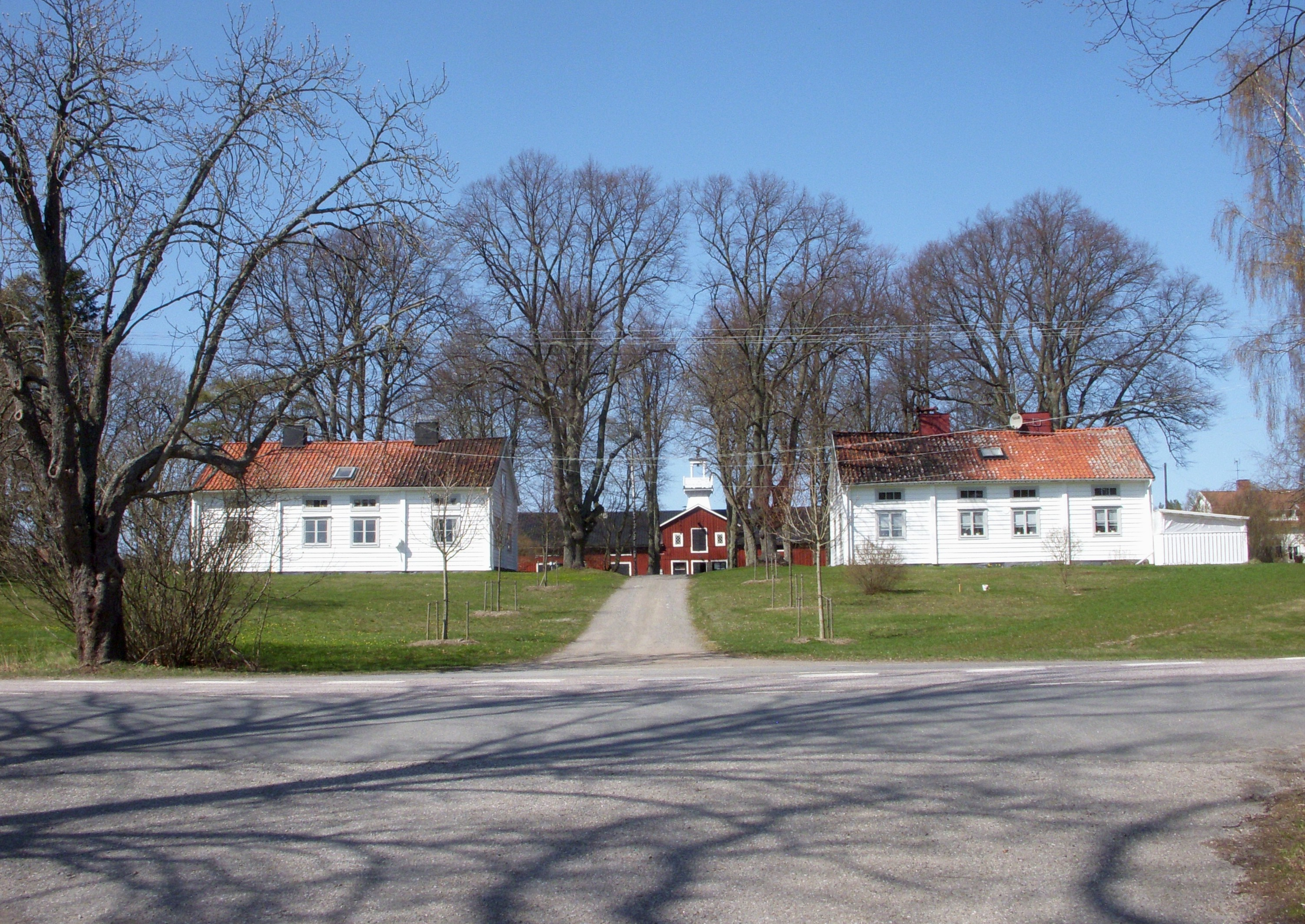
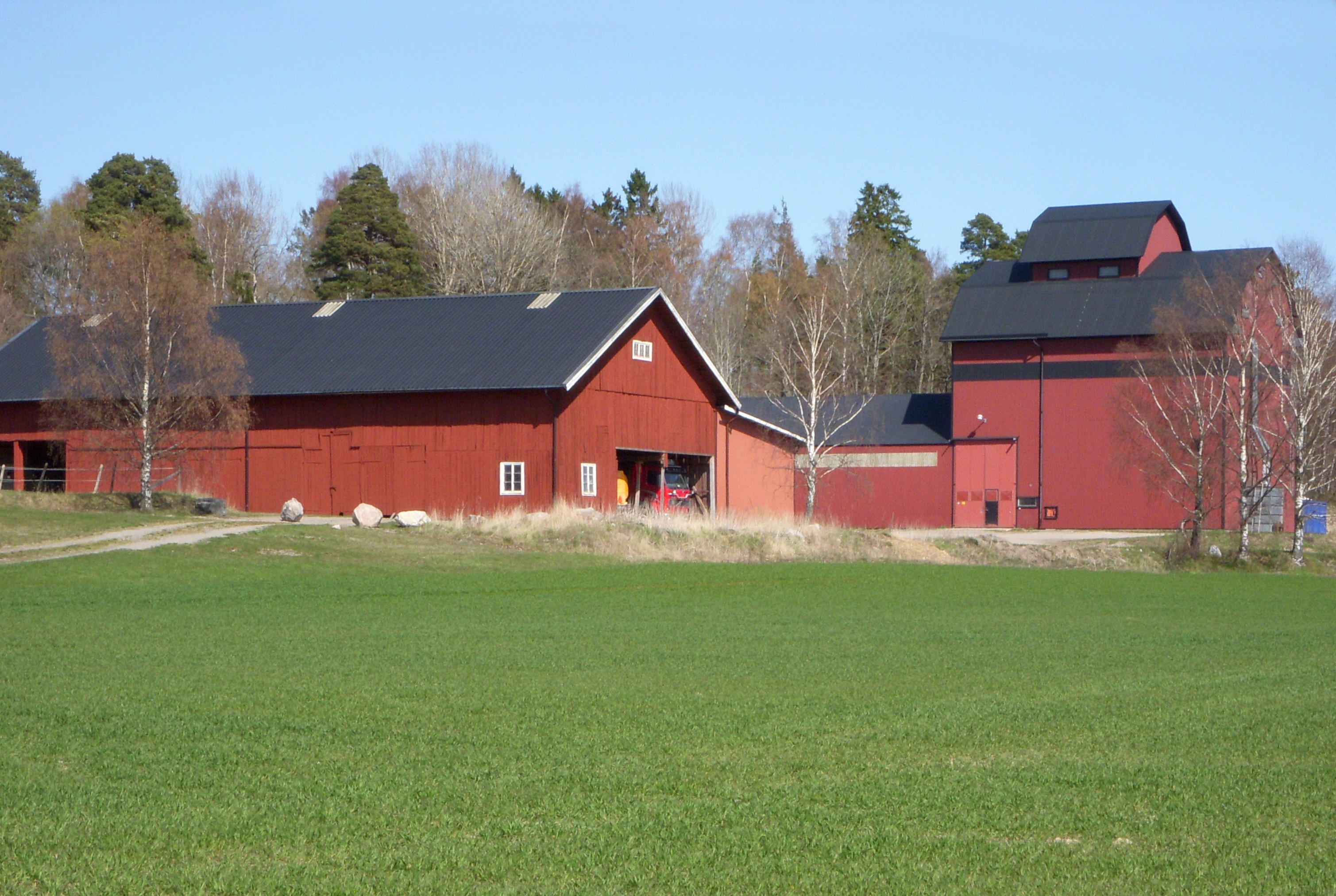

## Umgebung
Die Umgebung des Schlosses zeichnet sich durch großen Artenreichtum aus. Bemerkenswert sind die seltenen Orchideenarten Sumpf-Glanzkraut und Holunder-Knabenkraut (Dactylorhiza sambucina) sowie die Schachblume. Die abwechslungsreiche Natur bietet auch gute Voraussetzungen für ein umfangreiches Vogelvorkommen. Rastende Zugvögel auf den Uferwiesen und der nahen Bucht ziehen im Frühjahr und Herbst viele Vogelbeobachter an. 1997 wurde das „Naturreservat Sandemar“ gebildet.

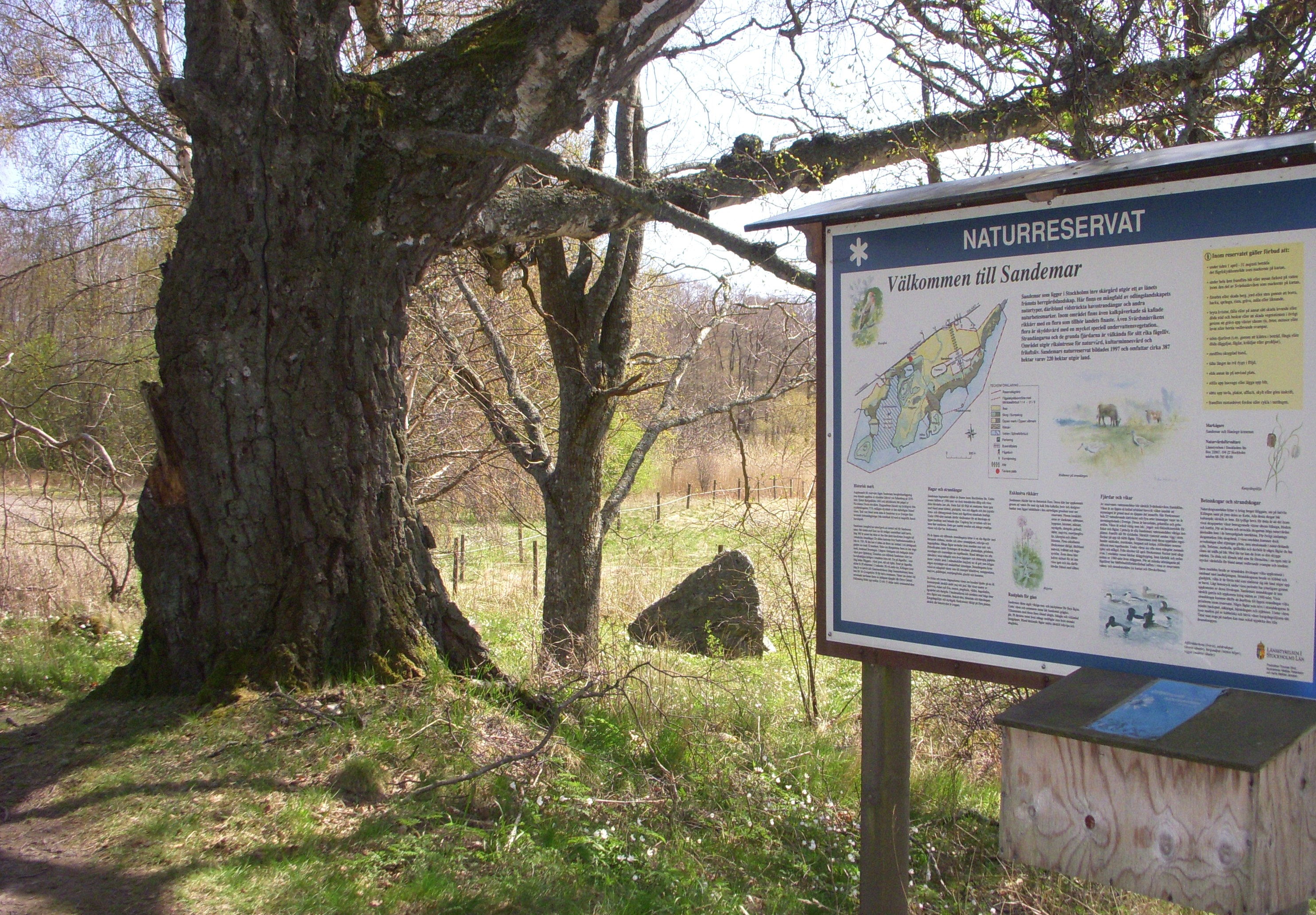
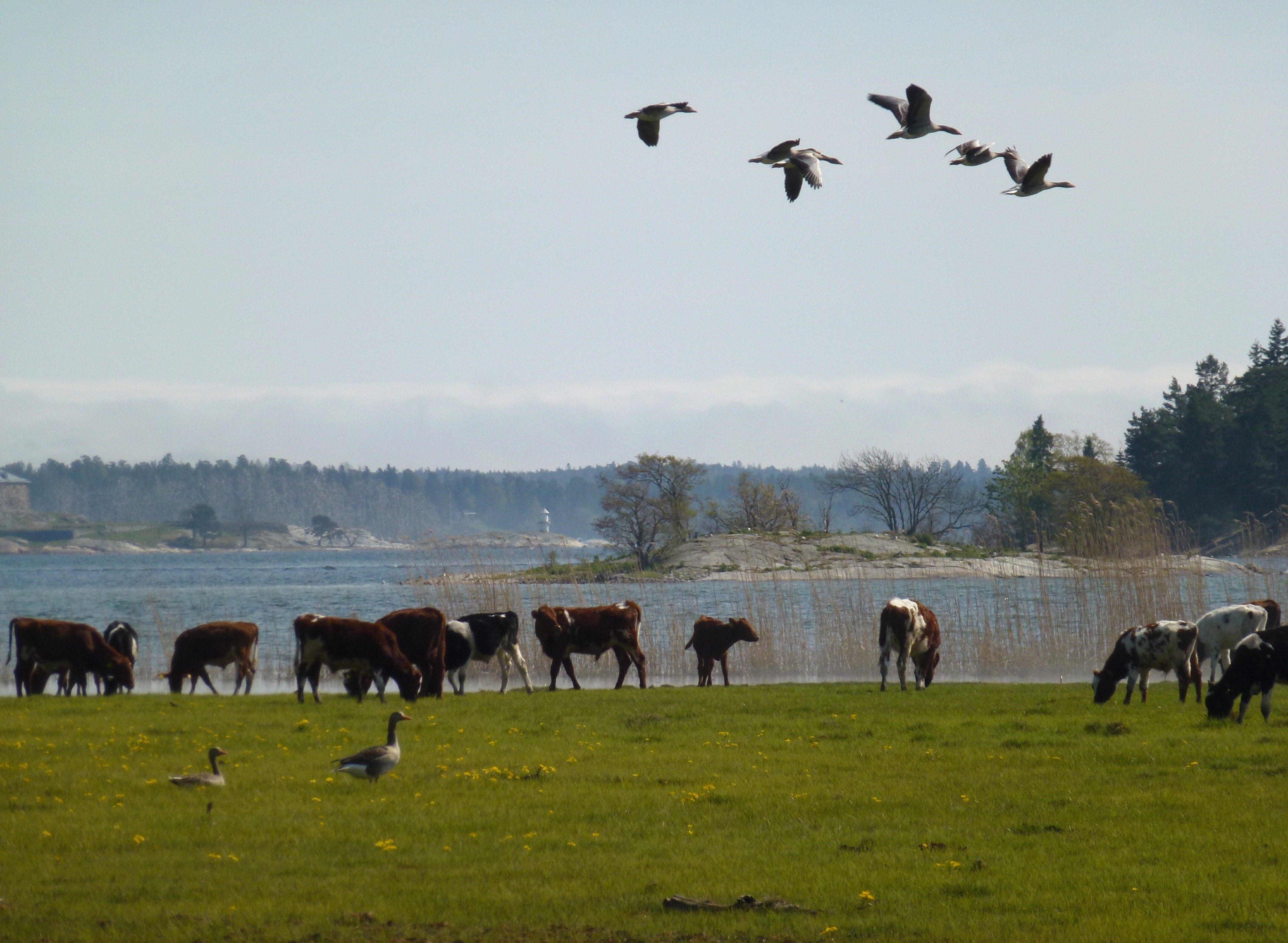
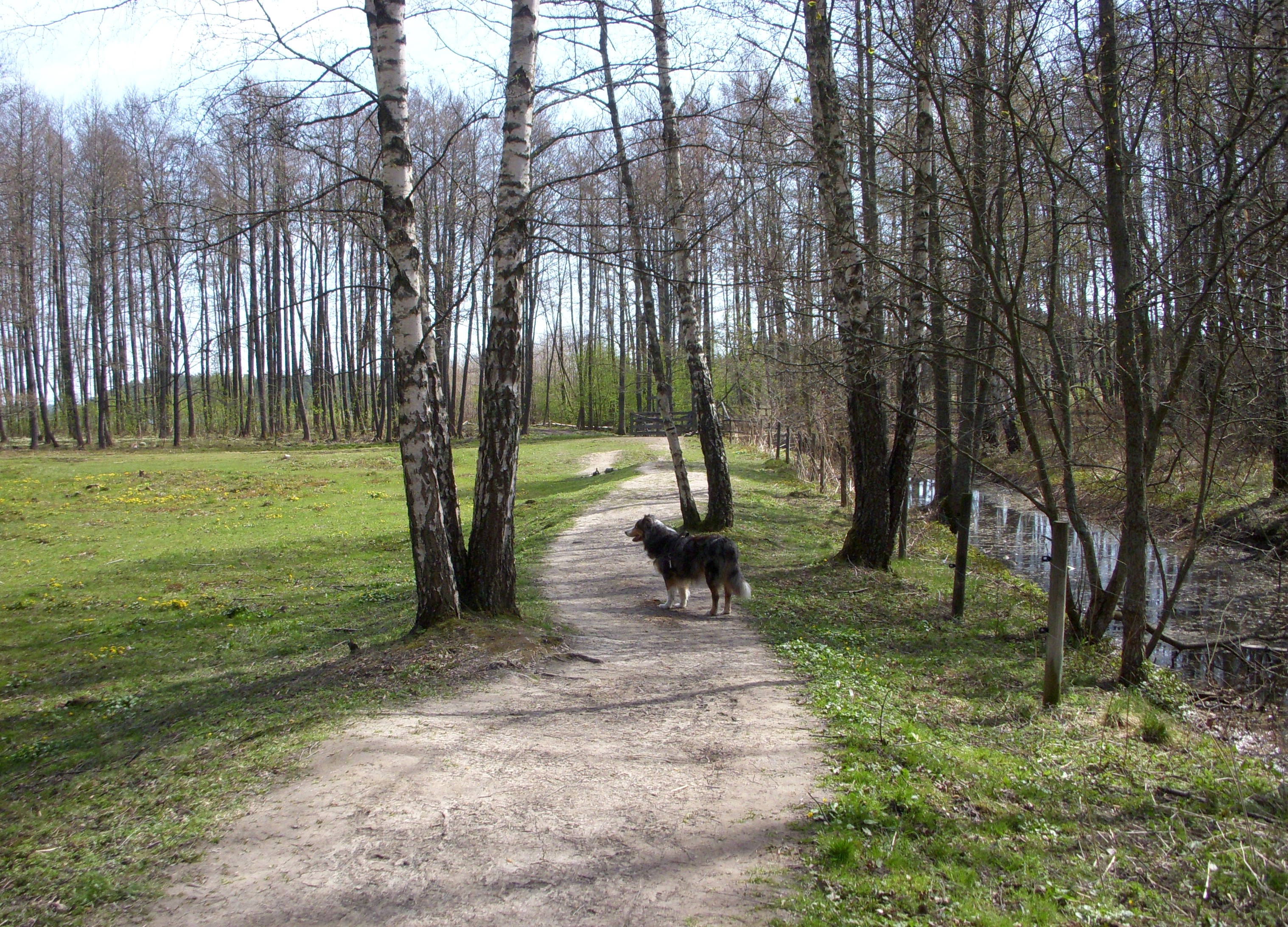
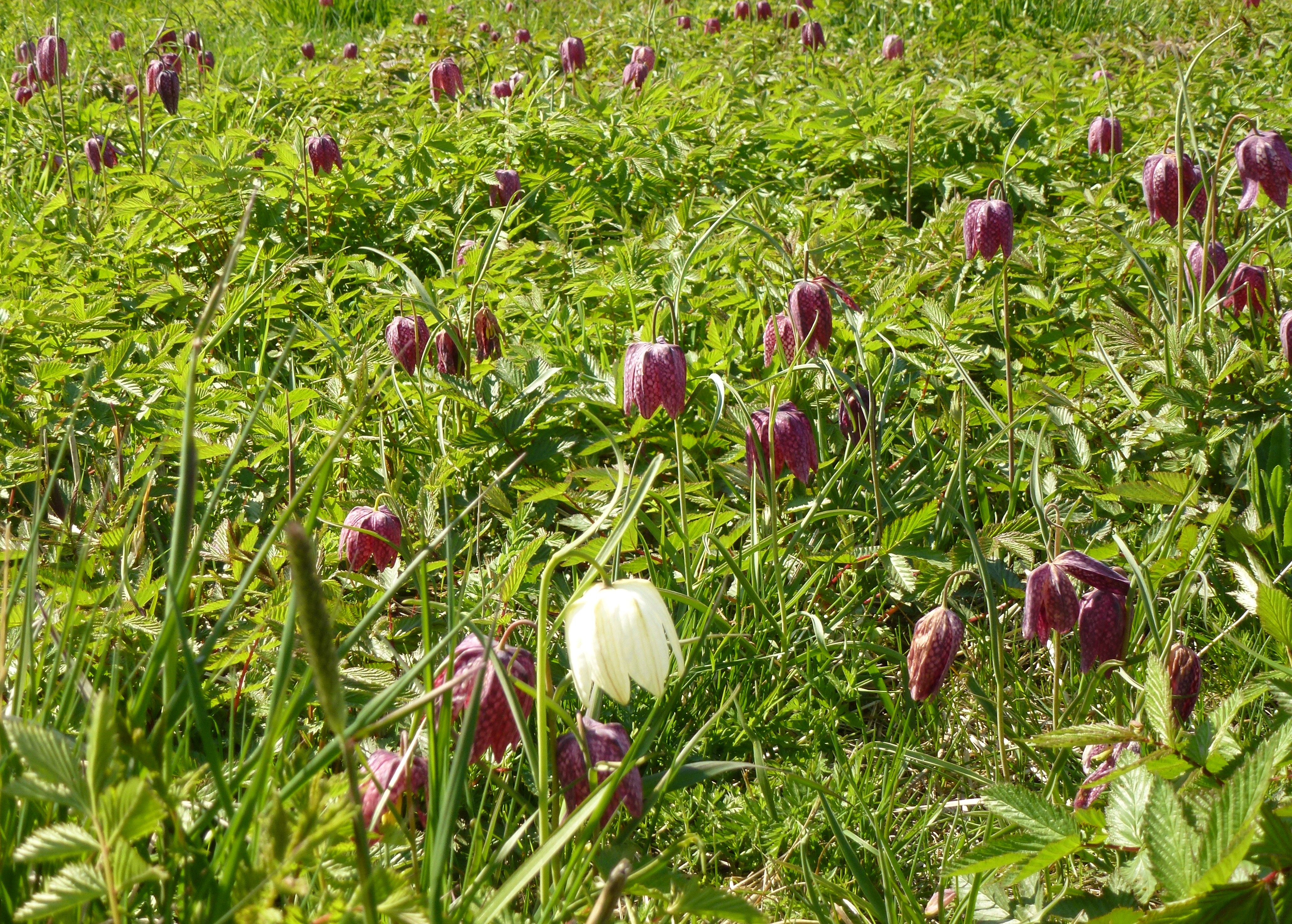